# Mutant Penguins
Mutant Penguins (Attack of the Mutant Penguins) — видеоигра в жанрах action и стратегия, разработанная Sunrise Games и опубликованная в 1996 году Atari на игровой приставке Atari Jaguar, Gametek на PC (DOS и Windows).

## Сюжет
Инопланетяне, просмотревшие переданную с Земли телепередачу про пингвинов, решили, что это доминирующий вид на Земле, и замаскировались под пингвинов с целью захватить Землю. Попав на нашу планету и осознав свою ошибку, они надели одежду, чтобы быть похожими на людей. Настоящие пингвины решили исправить ситуацию, выдворив захватчиков.

## Геймплей
Используя различные устройства, машины и переключатели, игрок должен помочь «хорошим» пингвинам идти в нужную сторону, а «плохих» пингвинов уничтожить или запереть, чтобы баланс «весов судьбы» не склонился в сторону зла. Игровой процесс напоминает игру Lemmings, однако вместо управления мышью игрок руководит одним из двух персонажей.
В игре имеется 20 уровней. После их завершения становится доступным режим «Pandemonium», в котором против игрока выступает бесконечное число врагов. Между уровнями доступны мини-игры, успех в которых влияет на игровой процесс, увеличивая число «хороших» пингвинов.

## Восприятие
Отмечается, что игра, несмотря на несерьёзное название, имеет прочный развлекательный потенциал, красивую изометрическую графику, однако в ней практически отсутствует саундтрек.
Журнал Game Players поставил игре высокую оценку, указав, что она является необходимым приобретением для всех любителей игр в подобном жанре. Другие обозреватели (особенно те, кто имел дело с игрой под DOS и Windows) отметили среднюю графику и скучный игровой процесс. Обозреватель сайта WorldVillage отметил высокую сложность игры, в связи с которой уровни необходимо проходить заново и заново.